# Васил Здравев
Васил Здравев е български политик от Македония.

## Биография
Васил Здравев е роден в град Прилеп, Македония, днес в Северна Македония. Учи в Битолската българска класическа гимназия. Емигрира в Свободна България, където работи като адвокат. В 1908 година е избран за депутат в XIV обикновено народно събрание.